# Beni Tamou
Beni Tamou (tamazight de l'Atlas blidéen : Ayt Tamu, tifinagh : ⴰⵢⵜ ⵜⴰⵎⵓ), est une commune algérienne de la wilaya de Blida, Daïra d'Oued Alleug.

## Géographie

### Localisation
La commune de Beni Tamou est située au centre de la wilaya de Blida, à environ 6 km au nord de Blida et à environ 45 km au sud-ouest d'Alger et à environ 31 km au nord-est de Médéa
| Oued Alleug | Benkhelil  | Beni Mered |
| Oued Alleug | Beni Tamou | Beni Mered |
| Oued Alleug | Blida      | Beni Mered |

### Localités de la commune
Lors du découpage administratif de 1984, la commune de Beni Tamou est constituée des localités suivantes : Beni Tamou et Zaouia.

## Évolution démographique
| 1987  | 1998   | 2008   | 2014   |
| ----- | ------ | ------ | ------ |
| 7 800 | 21 300 | 36 228 | 50 272 |